# Scripps-Booth

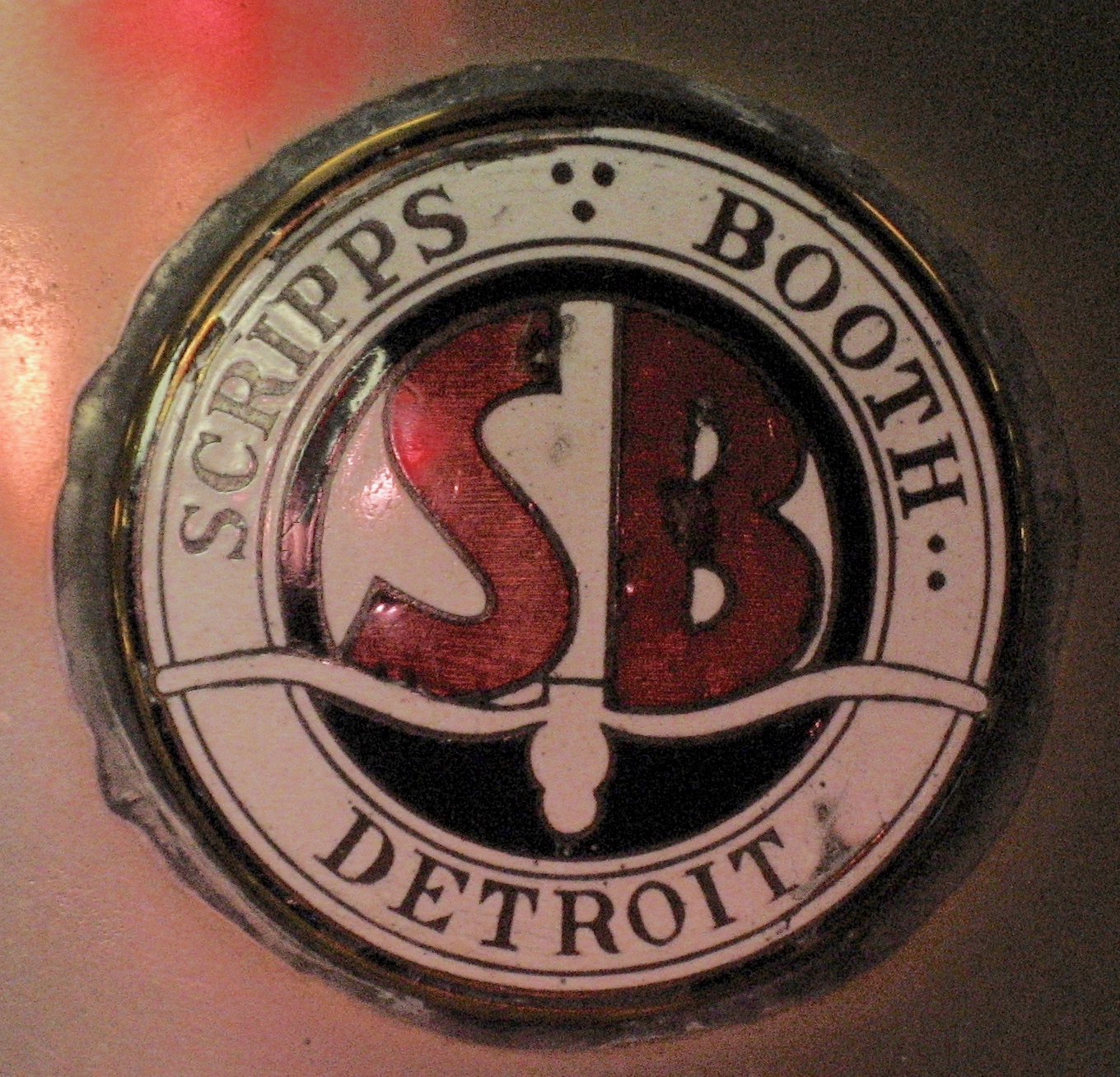
Logo der Marke Scripps-Booth

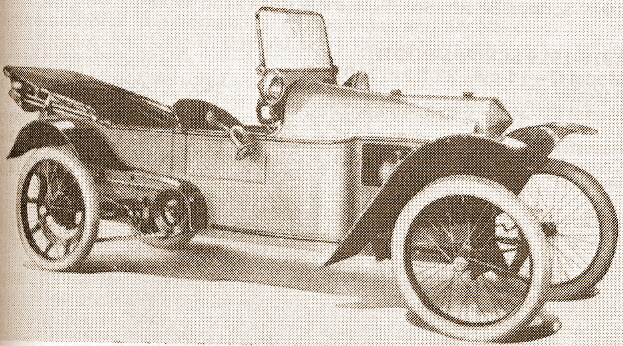
Scripps-Booth Rocket (1914)

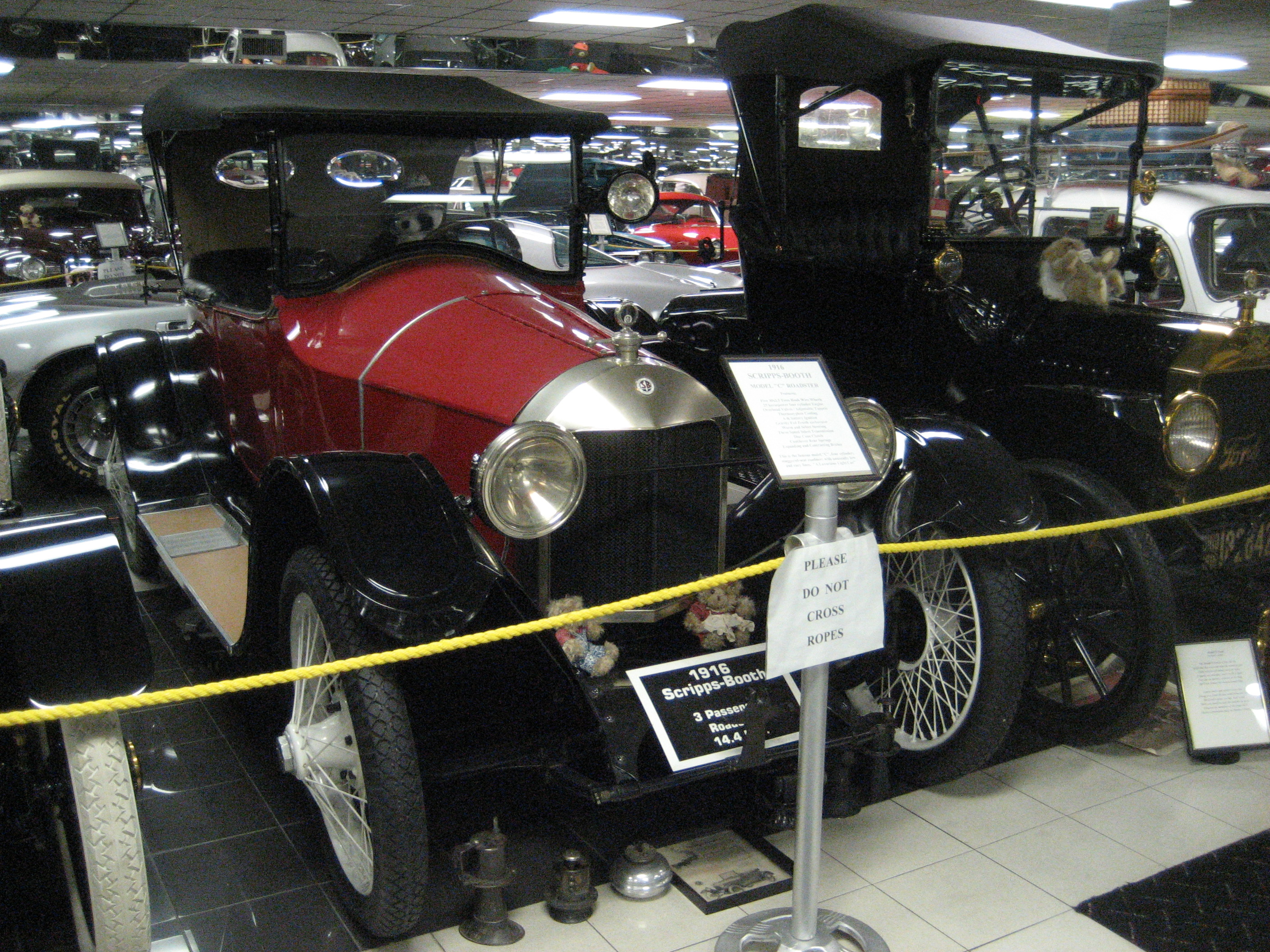
Scripps-Booth (1916)

Scripps-Booth war eine US-amerikanische Automarke.

## Beschreibung
Hersteller waren nacheinander James Scripps Booth, Scripps-Booth Cyclecar Company, Scripps-Booth Company, Scripps-Booth Corporation und letztendlich General Motors. Der Sitz war in Detroit in Michigan.
Gegründet wurde das Unternehmen von James Scripps Booth, einem Sprössling der Familie, in deren Hand sich das Medienunternehmen E. W. Scripps Company befindet, und dessen Onkel William E. Booth. Jener hatte schon 1912 den Bi-Autogo, als Einspurwagen eine Mischung aus Motorrad und Automobil, entworfen, von dem allerdings nie mehr als nur der Prototyp gebaut worden war. Zunächst produzierte Scripps-Booth kleine Fahrzeuge, die er als Cyclecar bezeichnete, obwohl sie die Kriterien nicht erfüllten. Cyclecars waren kostengünstige Gefährte, die eine Mischung aus Automobil und motorbetriebenem Fahrrad darstellten und ein Hubraumlimit von 1100 cm³ hatten. Die Fahrzeuge hatten einen Zweizylindermotor mit 88,9 mm Zylinderbohrung, 93,218 mm Kolbenhub und 1157 cm³ Hubraum. Das erste Modell erschien unter dem Namen Rocket und war für 385 $ erhältlich. Da Fords Modell T zu immer niedrigeren Preisen zu haben und somit „vollwertige“ Automobile für nur wenig mehr Geld erhältlich waren, war der Erfolg der Cyclecars nur von kurzer Dauer. Nach etwa 400 Einheiten stellte man daher deren Produktion ein.
Nutzfahrzeugversionen dieses Modells wurden als Packet vertrieben.
Scripps-Booth wechselte ins Luxussegment. Die preisintensiveren Fahrzeuge verkauften sich in ausreichenden Stückzahlen und mit der Produktion eines kraftvollen V8-Motors trat man in direkte Konkurrenz zu Stutz. Diese Autos wurden in der Zeit zwischen 1915 und 1919 gefertigt. Schon 1917 verkaufte James Scripps Booth Anteile seiner Firma, die zunächst von Chevrolet unter Leitung von William Durant übernommen und 1918 schließlich nach der Übernahme durch General Motors in deren Produktlinie eingegliedert wurde. Seit diesem Zeitpunkt wurden dann ausschließlich GM-Motoren eingesetzt. Durant verlor jedoch den Einfluss bei General Motors und ein neues Management ließ die Produktion auslaufen, so dass 1922 der letzte Wagen gefertigt wurde.

## Produktionszahlen
| Jahr      | Produktionszahl |
| --------- | --------------- |
| 1914–1915 | 3.000           |
| 1916      | 3.500           |
| 1917      | 2.600           |
| 1918      | 4.000           |
| 1919      | 8.100           |
| 1920      | 7.000           |
| 1921      | 2.200           |
| 1922      | 3.000           |
| 1923      | 4.400           |
| Summe     | 37.800          |

Quelle: Unklar ist die Angabe für 1923, da die gleiche Quelle angibt, dass 1922 die letzten Fahrzeuge gefertigt wurden.